# Psilacron puruha
Psilacron puruha är en fjärilsart som beskrevs av Paul Thiaucourt 1981. Psilacron puruha ingår i släktet Psilacron och familjen tandspinnare. Inga underarter finns listade.